# Candát obecný
Candát obecný (Sander lucioperca; Stizostedion lucioperca) je jedním ze dvou druhů candáta vyskytujících se na území Česka. Patří mezi tzv. ušlechtilé druhy ryb, v České republice je tato ryba hájená od 1. ledna do 15. června, minimální lovná délka ryby činí 45 cm. Tento dravec bývá pravidelně vysazován do revírů jako doplňková ryba.

## Popis
Tělo je protáhlé, z boků zploštělé. Hlava zakončena koncovými ústy. V tlamě se nachází řada drobných zoubků a také velké tzv. psí zuby. Na hřbetě se nachází dvě hřbetní ploutve, první vyztužena tvrdými paprsky, druhá měkkými. Břišní ploutve jsou umístěny hned za úrovní prsních. Tělo je zbarveno šedě s odstíny zelené. V mládí jsou na bocích zřetelné svislé tmavé pruhy. Jikernačka dorůstá až 130 cm a 21 kg, mlíčák jen 70 cm a 5 kg. Nejstarší známý exemplář měl 25 let.

## Výskyt
Původní domovinou candáta obecného je východní a jihovýchodní Evropa, zejména povodí Dunaje, Dněpru, Volhy a snad i Visly. Odtud se postupně rozšířil do střední a dále do západní Evropy. V České republice je candát zřejmě autochtonní v povodí Dyje a Moravy, ale nikoli v povodí Labe. Zdá se, že v 16. století candát v povodí Labe a Vltavy ještě nežil. Např. v jižních Čechách je candát poprvé doložen až v 18. století, kdy tam byl zaveden z Moravy (z povodí Dyje). Obývá především velké, pomalu tekoucí úseky řek, údolní nádrže a rybníky. Jedná se o druh, který je velmi choulostivý na obsah kyslíku a kvalitu vody.

## Potrava
V mládí se živí především planktonem, měkkýši a dalšími bezobratlými. V dospělosti přijímá – jako dravec – výhradně drobnější druhy ryb (tj. ryby plevelné).

## Rozmnožování
Candát obecný pohlavně dospívá ve věku 3–5 let. Tře se v období od dubna do června. V tomto období samec vyčistí v mělčinách určitý úsek dna. Na něj pak samice naklade jikry. Samec snůšku hlídá a chrání před případnými predátory až do vylíhnutí potěru.

## Význam
Jedná se spolu se štikou o hospodářsky nejvýznamnější dravou rybu Česka. Řada rybářů se specializuje právě na lov tohoto druhu.
Mezi labužníky je oblíben pro konzumní kvalitu svého masa, z českých ryb je podle většiny názorů nejchutnější. Jeho maso má bílou až narůžovělou barvu, velmi slabý pach, tuhou konzistenci a je šťavnatější než maso štiky. Nemá žádné svalové kůstky.

## Lov

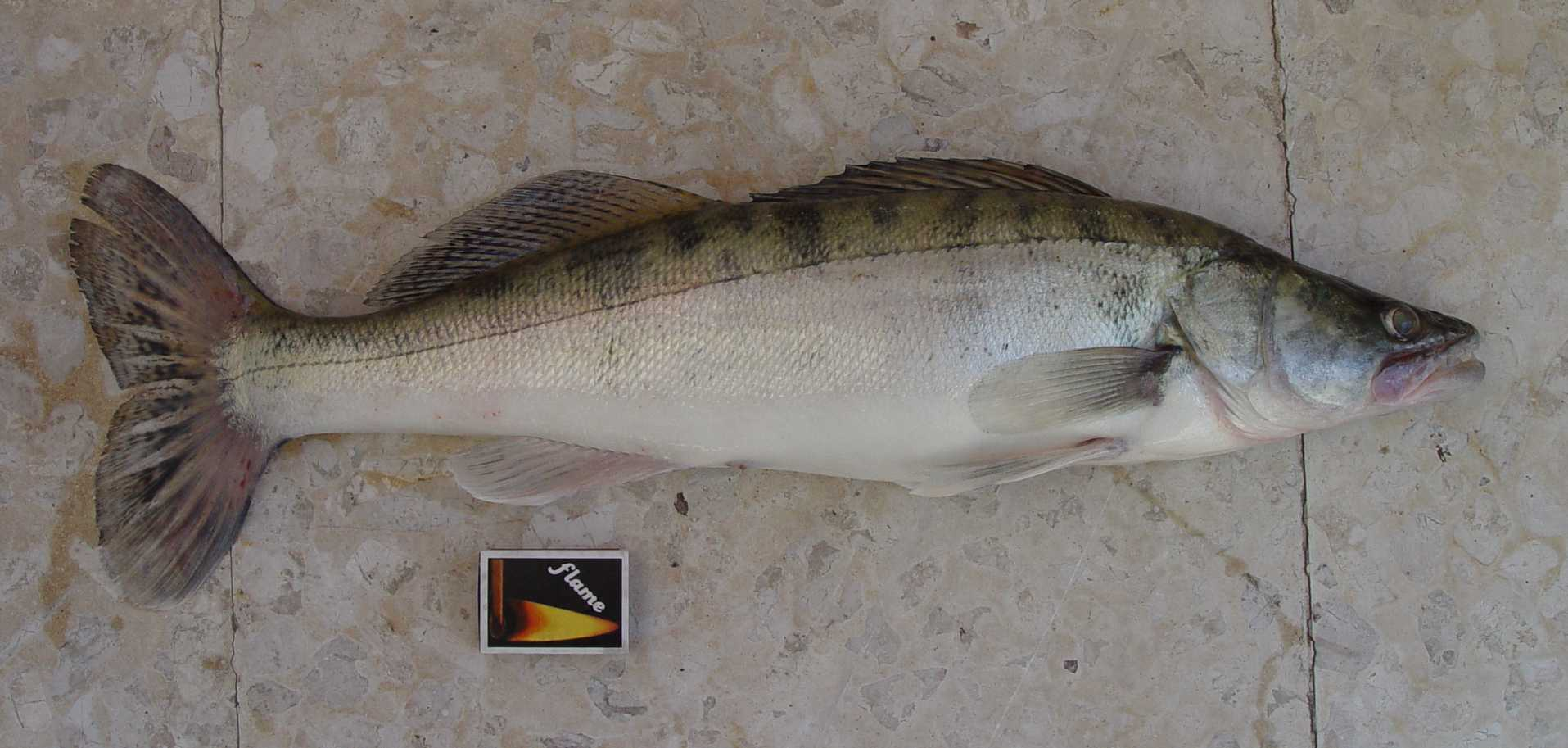
Candát obecný, trofejní úlovek

### Doba lovu
Sezóna v České republice trvá od 16. června do 31. prosince. Candát bere od června do silnějšího podzimního ochlazení, mimo teplé letní měsíce. V zimě zabere ojediněle. Pravá candátí sezóna na tekoucích vodách trvá v září a začátkem října, na údolních nádržích celý říjen a také listopad. Časně ráno před rozedněním a večer do západu slunce je při hladině a ve středních hloubkách, během dne v hloubce. Příznivé je ustálené, bezvětrné počasí.

### Lovební náčiní
Prut pro lov na rybičku třeba delší, měkčí, pro zatížení 10–60 g, s přiměřeným vlascem 0,18–0,22 mm , háčky s dlouhým ramínkem velikost 1–3. Splávek menší zátěž dobře průchodná. Háček vážeme přímo na vlasec, kde je možné očekávat záběr štiky, kombinujeme slabý ocelový návazec.
Při lovu přívlačí ze břehu většinou použijeme vláčecí pruty o délce kolem 2,70 m a gramáži 10–28 g. Při použití těžších nástrah i do 60 g. Při lovu z lodě používáme kratší pruty okolo 2,10 m. Pro vertikální přívlač s gramáží do 50 g, pro lov propadem použijeme prut s měkkou špicí, která signalizuje záběry, pak je gramáž od 5–10 do 20 až 30 g. Místo vlasce používáme pletenou šňůru, která je neprůtažná a zvyšuje citlivost na záběry.
Doporučované umělé nástrahy jsou na řece štíhlé woblery od 8 do 12 cm připomínající ouklej s ponorem 1–2 m, pro prochytávání prohlubní pak s ponorem 3–5 metrů. Gumové nástrahy volíme twistery a ripery od 8 do 12 cm, při vertikální přívlači z lodě se nebojme ani 25 cm dlouhých smáčků.

### Lovební způsoby
Candát se většinou loví přívlačí s umělými nástrahami nebo na živou nebo mrtvou rybku nebo na kousky ryb se splávkem i beze splávku nebo na tyčový splávek. Na položenou na živou či mrtvou rybku. K účinným způsobem patří lov na cár rybí kůže. Ve stojatých vodách candátům jako první nástrahu nabízíme třpytku na dno nebo cár rybí kůže, kovový návazec se nedoporučuje. Je poměrně citlivý na počasí a často mění stanoviště, proto se velmi těžko vyhledává.
Přívlačí lovíme candáty v místech, kde se vyskytují drobné nástražní rybičky. V létě ho můžeme na přehradách lovit navečer v mělké vodě nebo při hladině, kam se vydává za potravou. V pozdním podzimu můžeme candáta lovit i přes den. Zejména lov z lodě na hluboké vodě je velmi účinný. Ulovený candát ale kvůli dekompresi často uhyne. Proto je třeba používat větší nástrahy, které snižují riziko úlovku malých ryb. Na řekách je lov candáta úspěšný celoročně. Osvědčuje se večerní přívlač s woblery nebo jigování s rippery přes den. Na podzim můžeme být s gumovými nástrahami úspěšní po celý den.

### Nástrahy
Používají se živé rybky, především druhy, které se nacházejí v lovištích candáta, také ježdík, okoun a hrouzek. Rybí hřbítek z kterékoli bílé ryby. Živé rybky nastražujeme buď za hřbítek, nebo za horní pysk, či oba pysky. Mrtvé rybky na obvyklých systémech. Velikost rybek do 10 cm, protože candát má poměrně malou tlamku, velký candát vezme však i 20cm mrtvou plotici. Mrtvou rybku se doporučuje nastražovat tak, že se trojháček vetkne jedním ramínkem do obou pysků a normální háček velikosti 1–3 navázaný na témže návazci se vetkne do kořene ocasu.

## Lovné míry
Stanovená lovná míra: 45 cm. Na některých lovených revírech i 50 cm. Candát je ušlechtilou rybou, denní limit jsou dva kusy candáta na rybáře.